# Baccaurea
Baccaurea é um género botânico pertencente à família Phyllanthaceae.

## Sinonímia
Este género também é conhecido como:
- Adenocrepis Blume
- Calyptroon Miq.
- Coccomelia Reinw.
- Everettiodendron Merr.
- Gatnaia Gagnep.
- Hedycarpus Jack
- Microsepala Miq.
- Pierardia Roxb. ex Jack